# Liste der Kulturdenkmale in Bolbritz

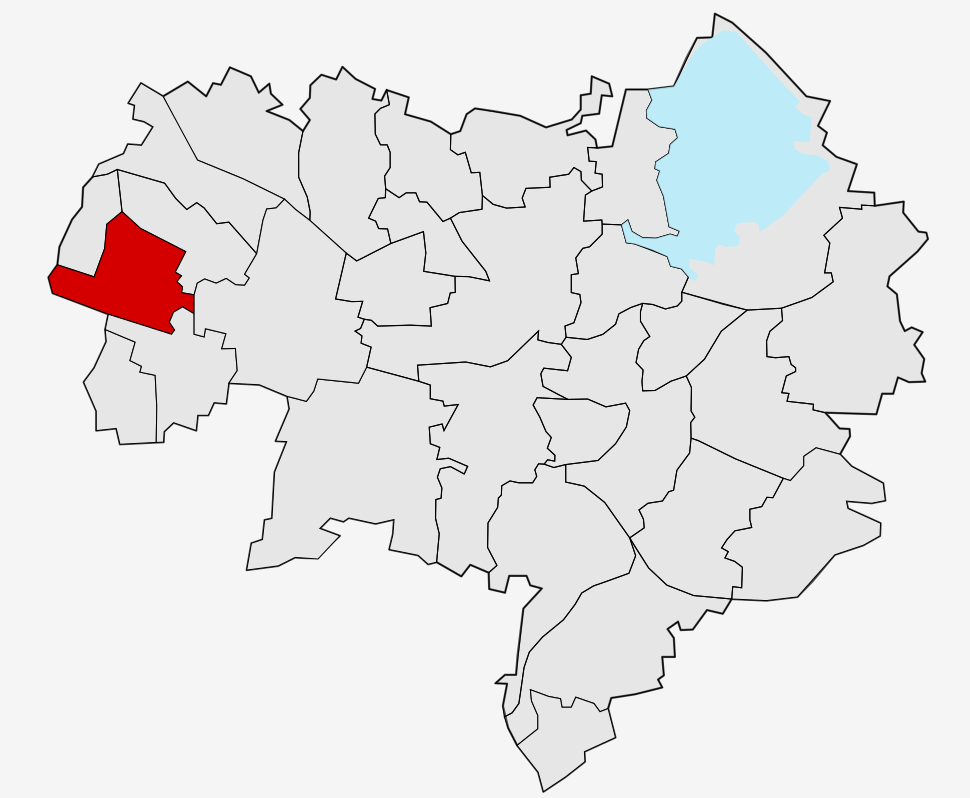
Lage von Bolbritz in Bautzen

In der Liste der Kulturdenkmale in Bolbritz sind die Kulturdenkmale des Bautzener Ortsteils Bolbritz verzeichnet, die bis März 2018 vom Landesamt für Denkmalpflege Sachsen erfasst wurden (ohne archäologische Kulturdenkmale). Die Anmerkungen sind zu beachten.

## Liste der Kulturdenkmale in Bolbritz
| Bild                                    | Bezeichnung | Lage                        | Datierung                 | Beschreibung | ID       |
| --------------------------------------- | --- | --------------------------- | ------------------------- | --- | -------- |
|                                         | Wohnstallhaus, kleine Scheune mit Taubenschlag und ein Seitengebäude (Scheune-Stall-Wohnhaus) eines exponierten Dreiseithofes | Bolbritz 5 (Karte)          | 2. Hälfte 19. Jahrhundert | Wohnstallhaus zweigeschossig, massiv, Giebel mit Doppel-Bogenfenster | 09302910 |
|                                         | Wohnhaus | Bolbritz 8 (Karte)          | 2. Hälfte 19. Jahrhundert | Obergeschoss Fachwerk, ehemals Gasthof, baugeschichtlich und ortsgeschichtlich von Bedeutung, Obergeschoss zweifarbig verschiefert | 09250281 |
|                                         | Wohnhaus mit rechtwinkligem Anbau (in diesem ehemals Schmiede) und Scheune                                                    | Bolbritz 12 (Karte)         | Um 1850 (Wohnhaus)        | Wohnhaus Obergeschoss Fachwerk, baugeschichtlich und wirtschaftsgeschichtlich von Bedeutung, Krüppelwalmdach, Fenster im ursprünglichen Sinne, Giebel verbrettert | 09250280 |
|                                         | Wohnhaus | Bolbritz 16 (Karte)         | 2. Hälfte 19. Jahrhundert | Baugeschichtlich und straßenbildprägend von Bedeutung, massiv, zweigeschossig, mit Drempel, Walmdach und Resten von Putzgliederung, Bestandteil der Angerbebauung, bis April 2008 irrtümlich unter 16a in der Denkmalliste geführt                                                  | 09253698 |
| Direkt Bild zu diesem Denkmal hochladen | Zwei Wohnhäuser und Einfriedungsmauer des ehemaligen Oberhofes                                                                | Bolbritz 21, 22, 23 (Karte) | Um 1800                   | Bau- und ortsgeschichtliche sowie ortsbildprägende Bedeutung. - Wohnhäuser mit gedrungenem Baukörper, Krüppelwalmdach und Granitgewände, von Größe und Anlage her wichtig für das Ortsbild - Einfriedung: Bruchsteinmauer, teilweise verputzt, mit Störstellen, mit Ziegelabdeckung | 09253697 |
| Direkt Bild zu diesem Denkmal hochladen | Wasserburg Bolbritz | Bolbritz 33 (Karte)         | 13. Jahrhundert           | Massiver Bruchsteinbau von großer Seltenheit, baugeschichtlich, ortsgeschichtlich und wissenschaftlich von Bedeutung | 09253016 |

## Tabellenlegende
- Bild: Bild des Kulturdenkmals, ggf. zusätzlich mit einem Link zu weiteren Fotos des Kulturdenkmals im Medienarchiv Wikimedia Commons. Wenn man auf das Kamerasymbol klickt, können Fotos zu Kulturdenkmalen aus dieser Liste hochgeladen werden:
- Bezeichnung: Denkmalgeschützte Objekte und ggf. Bauwerksname des Kulturdenkmals
- Lage: Straßenname und Hausnummer oder Flurstücknummer des Kulturdenkmals. Die Grundsortierung der Liste erfolgt nach dieser Adresse. Der Link (Karte) führt zu verschiedenen Kartendiensten mit der Position des Kulturdenkmals. Fehlt dieser Link, wurden die Koordinaten noch nicht eingetragen. Sind diese bekannt, können sie über ein Tool mit einer Kartenansicht einfach nachgetragen werden. In dieser Kartenansicht sind Kulturdenkmale ohne Koordinaten mit einem roten bzw. orangen Marker dargestellt und können durch Verschieben auf die richtige Position in der Karte mit Koordinaten versehen werden. Kulturdenkmale ohne Bild sind an einem blauen bzw. roten Marker erkennbar.
- Datierung: Baubeginn, Fertigstellung, Datum der Erstnennung oder grobe zeitliche Einordnung entsprechend des Eintrags in der sächsischen Denkmaldatenbank
- Beschreibung: Kurzcharakteristik des Kulturdenkmals entsprechend des Eintrags in der sächsischen Denkmaldatenbank, ggf. ergänzt durch die dort nur selten veröffentlichten Erfassungstexte oder zusätzliche Informationen
- ID: Vom Landesamt für Denkmalpflege Sachsen vergebene, das Kulturdenkmal eindeutig identifizierende Objekt-Nummer. Der Link führt zum PDF-Denkmaldokument des Landesamtes für Denkmalpflege Sachsen. Bei ehemaligen Kulturdenkmalen können die Objektnummern unbekannt sein und deshalb fehlen bzw. die Links von aus der Datenbank entfernten Objektnummern ins Leere führen. Ein ggf. vorhandenes Icon  führt zu den Angaben des Kulturdenkmals bei Wikidata.